# Hero (canção de Family of the Year)
Hero é uma canção do segundo álbum de estúdio, Loma Vista, da banda norte-americana de indie rock Family of the Year. Foi lançada como o segundo single do álbum em 2012 através da Nettwerk. A canção foi escrita por Joe Keefe. Apareceu pela primeira vez em 2010 no EP Through The Trees numa versão mais curta. Hero foi predominantemente utilizada no filme Boyhood de Richard Linklater em 2014.